# Hyperolius schoutedeni
Hyperolius schoutedeni är en groddjursart som beskrevs av Laurent 1943. Hyperolius schoutedeni ingår i släktet Hyperolius och familjen gräsgrodor. IUCN kategoriserar arten globalt som livskraftig. Inga underarter finns listade i Catalogue of Life.